# عناصر مستوى فرعي g

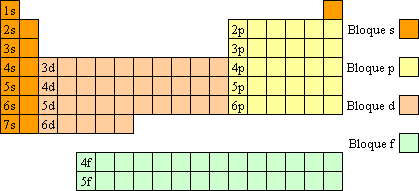

عناصر المستوى الفرعي g في الجدول الدوري للعناصر هي العناصر التي عندما تكون في الحالة الذرية الأرضية فإن الإلكترون الذي له أعلى طاقة يكون في المدار g. ولا يوجد عناصر مكتشفة تنتمي إلى المستوى الفرعي g، ولكن مكانها تم توقعه باستخدام ميكانيكا الكم.

## موضوعات متعلقة
- المستويات الفرعية بالجدول الدوري.
  - عناصر المستوى الفرعي s
  - عناصر المستوى الفرعي p
  - عناصر المستوى الفرعي d
  - عناصر المستوى الفرعي f
- الشكل الإلكتروني